# ツバルの国旗
ツバルの国旗は、1978年10月1日にキリバス（当時は英領ギルバート諸島）からの分離独立時に制定された。
他のイギリス植民地だった国々同様、ユニオンジャックを左上（カントン）に配したブルー・エンサインを使用している。
星はツバルの9つの島々を表し、旗が縦に掲揚されたときに地理的に正しく配置されるようデザインされている。
1995年にはユニオンジャックを使用していない国旗が一時的に採用されたが、立憲君主制から共和制への移行過程と受け取られ、イギリス王室への人気の高い国民から支持されず1997年に現在の国旗に戻された。95年に採用された国旗では、9つの島のうち1つが無人島であるため星が8つになっている。

?イギリス領ギルバートおよびエリス諸島時代の旗
?1976年10月1日-1978年10月1日
?1978年10月1日-1995年10月1日
?1995年10月-12月
?1996年1月-1997年4月11日
政府旗
?現在の国旗（縦横比2:3の別タイプ）
北を上にしたツバルの地図。画像クリックで拡大。